# Roberto Napoletano
Roberto Napoletano (La Spezia, 22 maggio 1961) è un giornalista e scrittore italiano, direttore del quotidiano Il Mattino dal 4 maggio 2024.

## Biografia
Figlio di genitori di origini avellinesi, nasce a La Spezia dove trascorre i primi 15 anni di vita.
Nel 1976 si trasferisce con la famiglia a Nola (NA).
Proprio a Napoli inizierà a scrivere a diciassette anni su Napoli Oggi e Napoli Notte, e verrà assunto al Mattino nel 1984, vi cura da caposervizio il supplemento Lettera Sud, diventando poi responsabile dell'economia. Nel 1994-1995 è capo del servizio economico del quotidiano L'Informazione.
Nel 1996 approda a Il Sole 24 Ore come caposervizio, poi caporedattore dell'economia italiana e infine vicedirettore presso la redazione romana.
Il primo febbraio 2006 ha assunto la direzione de Il Messaggero di Roma dopo esserne stato condirettore dal 1º settembre 2005. Durante la sua direzione, la più lunga dell'era Caltagirone, ha riproposto le inchieste in prima pagina a puntate (per esempio le nuove schiave, le baby cubiste e il merito negato), per le quali ha ricevuto il premio speciale Saint Vincent, ha rinnovato "dillo al Messaggero" e inventato il format della "parola chiave". In questo periodo segnato da due elezioni politiche (Prodi - Berlusconi e Berlusconi - Veltroni), da due amministrative a Roma (Veltroni - Alemanno e Alemanno - Rutelli) e da una regionale (Polverini - Bonino) è stato l’unico giornalista presente a entrambe le puntate di Porta a Porta condotte da Bruno Vespa dedicate all’intervista a Berlusconi e Veltroni.
Nel 2006 ha partecipato agli storici faccia a faccia televisivi con Romano Prodi e Silvio Berlusconi organizzati durante la campagna elettorale.
Dal 23 marzo 2011 all'ottobre 2016 è direttore de Il Sole 24 ORE, in sostituzione di Gianni Riotta; dal 1º marzo 2012 è direttore editoriale del gruppo multimediale 24 ORE, dal 19 giugno 2013 è anche direttore dell'agenzia di stampa Radiocor, di Radio24 e di Guida al Diritto. Oltre alla carriera giornalistica, che gli ha valso diversi riconoscimenti tra cui il premio Guido Carli, il premio internazionale di giornalismo civile, il premio speciale Saint Vincent di giornalismo per le inchieste in prima pagina (2007), il premio Biagio Agnes e il Premio Capalbio, Roberto Napoletano ha scritto diversi saggi e libri tra cui vale la pena citare: Fatti per vincere, Se il Sud potesse parlare in più edizioni, entrato anche nelle scuole, Mezzogiorno, risorsa nascosta, Padroni d'Italia, Fardelli d'Italia, Padroni e Fardelli d'Italia, Promemoria italiano , Viaggio in Italia,  Nuovo Viaggio in Italia.
Il presidente della Repubblica Giorgio Napolitano, con decreto del 23 dicembre 2014, gli conferisce l'onorificenza di commendatore della Repubblica Italiana. Nel maggio del 2016 ha ricevuto dal Comune di Milano il Sigillo della Città conferitogli dal sindaco, Giuliano Pisapia.
Dall'aprile 2019 assume la direzione editoriale del Quotidiano del Sud e vara contestualmente l'edizione nazionale della testate che fino ad allora si strutturava su base regionale con edizioni in Calabria, Basilicata e Campania. L'edizione nazionale, dal titolo L'Altravoce dell'Italia si caratterizza per una connotazione fortemente orientata ai temi del Meridione offrendo una interpretazione, per come dichiarato in varie occasioni dalla stesso Napoletano, in chiave meridionale dei fatti di cronaca, di economia, di attualità dell'Italia e del mondo. Alla testata Napoletano chiama a collaborare esponenti di spicco del mondo del giornalismo italiano ma anche dell'economia e della cultura.
Durante la sua attività professionale ha collaborato con varie testate, tra le quali Corriere della Sera, Il Mondo e Mondo Economico, è stato autore di diversi programmi televisivi e radiofonici della Rai, e ha tenuto interventi e lectio su temi economici, meridionalistici e sociali in diversi seminari, corsi accademici di economia e Business School.

## Direzione deIl Sole 24 ORE

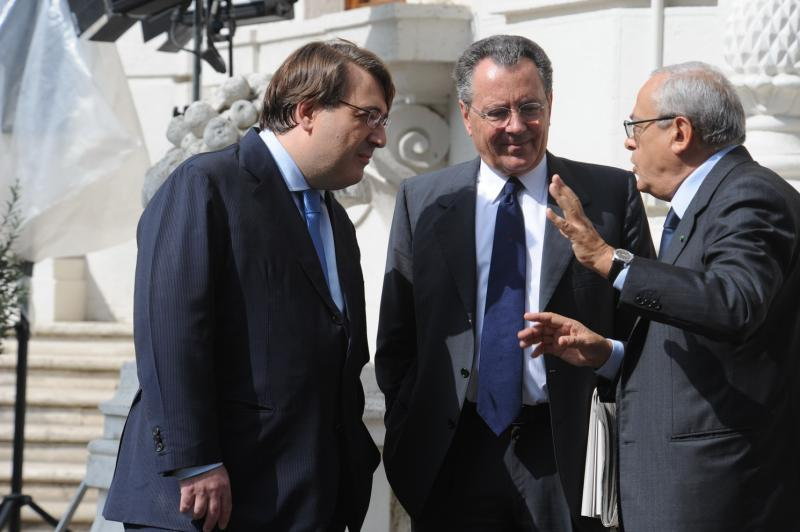
Roberto Napoletano, Gian Maria Gros-Pietro e Francesco Gaetano Caltagirone al Convegno degli Amici della LUISS del 2009 a Roma

Nel primo anno di attività, dopo la direzione Riotta, Napoletano ritorna alla formula editoriale classica registrando miglioramenti sulle vendite.
Durante i sei anni della sua direzione ha curato in prima persona la rubrica Memorandum, sulla prima pagina della domenica del Sole, molto seguita dai lettori del domenicale.
Nel 2011 fu tra le firme giornalistiche che invitarono Berlusconi a lasciare la guida del governo. Storica la scelta, nel novembre, di titolare la prima pagina de Il Sole 24 Ore con un “Fate presto”, a caratteri cubitali su sfondo neutro: un disperato appello al governo in carica di reagire alla crisi dello spread dei titoli di Stato decennali. Il titolo, ripreso dai siti d’informazione di tutto il mondo, ha decretato di fatto la fine del IV governo Berlusconi e l'avvento dei tecnici ed è entrato nella storia del giornalismo.
Nel gennaio del 2013 ha riorganizzato la redazione del Sole 24 ORE.
Il 18 marzo 2014 sotto la direzione Napoletano, Il Sole 24 Ore si presenta in edicola con una formula rinnovata che suddivide il quotidiano e crea un nuovo modello, quello dei quattro giornali in uno: Il giornale dell’attualità con i fatti del giorno, gli approfondimenti, le analisi e i commenti sulla politica economica; il giornale dell’economia reale con “Impresa & Territori” che diventa un dorso autonomo estraibile; il giornale della finanza, con la sezione Finanza & Mercati; il giornale dei professionisti.
Per la prima volta nella storia de Il Sole 24 Ore, La sezione “Norme e Tributi” diventa un dorso autonomo del giornale, articolato in otto pagine disponibili dal martedì al venerdì.
Sotto la sua direzione, nel maggio 2016 è stata lanciata la nuova versione del sito www.ilsole24ore.com pensato come un quotidiano nativo digitale in continuo aggiornamento.
A lui si deve anche la nascita del sistema multimediale del Sole 24 Ore con una filiera di quotidiani digitali verticali specializzati (Fisco, Diritto, Lavoro, Casa, Consulente finanziario, Assicurazione24, Finanza24, Scuola24) che mette insieme l’informazione quotidiana e quella delle banche dati e che resta una delle principali offerte sulla homepage del sito.
Il 31 ottobre 2015 intervista, insieme ad Alessandro Merli, il presidente della BCE Mario Draghi. Si tratta dell’unica intervista che Draghi ha concesso ad un giornale italiano durante il suo mandato.
Il 5 ottobre 2016, in seguito alla pubblicazione della semestrale che evidenzia forti perdite del gruppo, Napoletano viene sfiduciato a larghissima maggioranza dalla redazione: 151 giornalisti su 203 votanti. Un risultato sorprendente visto che la stessa redazione, a differenza di quello che era avvenuto con i suoi predecessori, non aveva mai scioperato contro Napoletano. Un risultato determinato presumibilmente dall'ombra che aleggiava dello scandalo delle copie gonfiate. Il processo che ne è derivato non solo ha portato all'assoluzione dell'ex direttore con formula piena per non aver commesso il fatto ma ha fatto emergere una verità di assoluto segno contrario. Dagli atti del processo in Corte d'Appello di Milano, deposizione rilasciata nell'udienza del 22/02/2022, il presidente del Cda del Sole 24ore, Giancarlo Cerutti, dichiara che: "Sia durante la direzione di De Bortoli sia in quella ancora più marcata di Riotta c'era stata una diminuzione significativa delle copie a prezzo pieno. (...) Dall'inizio in cui prese la direzione De Bortoli al momento in cui la lasciò c'era una differenza del 13% parlando sempre di copie vendute a prezzo pieno. Nel periodo in cui era stato direttore Riotta ci fu una diminuzione di circa il 16%. Con Napoletano si invertì questa tendenza dal marzo 2011 c'era stata una salita del più 16%". Durante la stessa deposizione è stato esibito un grafico, un documento aziendale del quale è stata chiesta conferma a Cerutti, che dice testualmente: "Esattamente, questo è proprio quello che io feci preparare dagli uffici del Sole 24 ore per i documenti che accompagnavano la mia relazione al dottor Squinzi nella sua qualità di nuovo presidente. Esattamente questo, ecco, mi ricordavo bene: meno 17 e più 16". Sempre Cerutti, con riferimento al peso economico della pressione commerciale, afferma: "c'è sempre stato, ci sono stati momenti che è stato più importante e dei momenti che è stato meno importante, però, c'è sempre stato. (...) In quel momento lì (a novembre 2012, direzione Napoletano, ndr) c'era una diminuzione di quello che poteva essere la pressione commerciale (...) e abbiamo avuto ultimamente un aumento della pressione commerciale io mi riferisco sempre al periodo di De Bortoli, ci sono dei momenti in cui io ricordo questa pressione con delle punte elevate rispetto al 2012". Alla ricostruzione della prima fase della direzione di Napoletano, sempre dagli atti del processo, si arriva ai risultati finali. Stefania Chiaruttini, consulente tecnica di parte del Sole 24ore, (deposizione rilasciata nell'udienza del 22/02/2022) con riferimento a Napoletano dichiara: «Il Sole 24ore era il migliore, questo anche a detta della Consob. Cioè la parte digitale del Sole 24 Ore è sicuramente cresciuta in questi anni, al di là dei risultati, al di là dei margini, della cassa negativa, degli utili che non c'erano, della semestrale del 2013 che rappresenta una situazione drammatica, però il Sole dal punto di vista del prodotto è cresciuto».
Ancora più netta l'arringa della difesa del Sole 24ore (del 20.04.2022) l'avvocato Paola Severino, dichiara: "Addirittura i ricavi da contenuto digitale riscontrano una crescita pari al 18,7% rispetto al periodo precedente del 2015. Ancora una volta un dato in controtendenza".

## Direzione deIl Quotidiano del Sud
Dal mese di aprile 2019 Roberto Napoletano avvia la direzione de Il Quotidiano del Sud creando una edizione nazionale, L'Altravoce dell'Italia, che si aggiunge alle edizioni regionali già pubblicate dalla testata, iniziano a collaborare con l'Altravoce dell'Italia giornalisti di alto livello del panorama nazionale come, tra gli altri, Alberto Negri, Francesco Viviano e Fabrizio Galimberti, opinionisti come Paolo Pombeni, Michele Marchi, Pellegrino Capaldo, Adriano Giannola, il giornalista e scrittore Pietrangelo Buttafuoco e il vignettista Riccardo Marassi.
De L'Altravoce dell'Italia viene pubblicata anche una edizione domenicale, denominata Mimì, realizzata a cura della scrittrice Giulia Carcasi.
La direzione di Napoletano de Il Quotidiano del Sud si caratterizza fin da subito per un taglio di analisi e di inchiesta sui temi nazionali che mette in luce soprattutto le differenze tra Nord e Sud e le politiche nazionali che nel tempo hanno portano al continuo divaricarsi del divario tra Nord e Sud a tutto vantaggio del Nord.

## Direzione deIl Mattino
Dal mese di maggio 2024 è il nuovo direttore del quotidiano Il Mattino. Fin dal suo primo editoriale, Napoletano ha puntato sul "Cambio di Paradigma", un racconto quotidiano che mira alla centralità di Napoli e del suo tessuto sociale ed economico: "Cambiare la narrazione non significa inventarne una, ma documentare il valore che ha e troppi ignorano perché la citata fiducia contagiosa che ne discende aiuti a completare il grande lavoro che resta da fare. Napoli è la Capitale del Mediterraneo e il Mezzogiorno italiano non è più periferia, ma centro: motore di pace e sviluppo nell'area cruciale del nuovo mondo, luogo di incontro delle religioni, suo potenziale grande hub energetico e possibile Eldorado dei capitali internazionali. Diventa sempre più agli occhi degli investitori globali uno spazio vitale per l'Italia e per l'Europa. È cambiato il paradigma". 
Questo "Cambio di Paradigma" si è imposto nel dibattito pubblico a tutti i livelli e ha avuto riscontri anche sul piano internazionale. 
Durante la sua direzione ha arricchito il giornale con inchieste, reportage e nuove firme. Tra i nuovi editorialisti ci sono il Prorettore del Politecnico di Milano Giuliano Noci, gli economisti Davide Tabarelli, Marco Fortis e Fabrizio Galimberti, e la giornalista Anna Maria Capparelli. Editorialisti che si aggiungono ai professori Mauro Calise e Guido Trombetti, il giornalista Bruno Vespa, i politici Romano Prodi e Umberto Ranieri, lo storico Paolo Pombeni e il giornalista Angelo Scelzo (ex vicedirettore della Sala Stampa di Città del Vaticano).

## Procedimenti giudiziari

### Inchiesta Sole 24 Ore
Il 10 marzo 2017, dopo 3 mesi di indagini, Roberto Napoletano è coinvolto nell'inchiesta della Procura della Repubblica di Milano che ha riguardato l'ex presidente del gruppo, Benito Benedini, e l'ex A.D. Donatella Treu per false comunicazioni sociali, con un'ipotesi di "amministrazione di fatto" in concorso con questi ultimi. Stando alle accuse, per alcuni anni i dati sulle vendita delle copie digitali sono stati gonfiati, come pure una parte significativa delle copie cartacee. Lo scopo sarebbe stato quello di "veicolare un messaggio largamente positivo sull'andamento economico" del quotidiano. Lo stesso giorno, l'assemblea dei giornalisti del Sole 24 Ore vota a favore (90% dei partecipanti all'assemblea) di uno sciopero a oltranza per chiedere le dimissioni del direttore indagato. Napoletano invia una lettera ai vertici aziendali dichiarandosi estraneo alle accuse e, per potersi meglio difendere, propone la sua autosospensione dalle mansioni. Il 13 marzo il cda straordinario della società, controllata dalla Confindustria, accetta la richiesta e decide la messa in aspettativa senza retribuzione per un massimo di 6 mesi.
Il 3 agosto 2017, comunica con una nota di aver firmato un accordo di risoluzione consensuale del contratto di lavoro. L’azienda non muove nessuna accusa, né formale né verbale, al Direttore ed anzi gli riconosce una cospicua buonuscita.
Nel febbraio 2019 il pm di Milano Gaetano Ruta ha chiesto il rinvio a giudizio di Roberto Napoletano per i reati di false comunicazioni sociali e aggiotaggio informativo relativamente al periodo dal 2014 al 2016 nell'ambito della vicenda che ha coinvolto Il Sole 24 ore sopra menzionata.
Il 29 ottobre 2019 l'ex direttore responsabile ed editoriale del Sole 24 ore Roberto Napoletano è stato rinviato a giudizio dal Gup Cristina Mannocchi nell'ambito della vicenda delle presunte irregolarità nei conti del gruppo. In quella sede ha dichiarato: «Avrei potuto patteggiare come gli altri, ma non posso patteggiare per un reato che non ho commesso. Sono innocente e affronterò a testa alta il dibattimento, sono consapevole che in quella sede emergerà la verità» . L'Ordine dei Giornalisti, tuttavia, ha chiesto ma non ottenuto la costituzione come parte civile nel processo sostenendo che "proprio per il fatto di agire in qualità di direttore editoriale e quindi influendo sulle scelte e gli indirizzi giornalistici del quotidiano ha certamente tenuto una condotta tale da screditare l'immagine dei giornalisti e dell'Ordine della Lombardia".
Il 31 maggio 2022 è stato condannato dal Tribunale di Milano, al termine del processo per i reati di false comunicazioni sociali e di manipolazione del mercato, a 2 anni e 6 mesi di carcere. La procura aveva chiesto 4 anni di carcere, ma i giudici hanno concesso a Napoletano le attenuanti generiche.
L’11 ottobre 2023 la Corte d’Appello di Milano ha capovolto la sentenza di primo grado assolvendolo con la formula “per non aver commesso il fatto”.

### Consob
Il 21 maggio 2021 la Corte d’Appello di Roma, nell’ambito del procedimento n. 6709/2019, ha depositato la sentenza riguardante il processo che vedeva contrapposti Roberto Napoletano e la Consob con riferimento alla sanzione per 280 mila euro comminata all’ex direttore del Sole 24ore dall’organo di controllo della Borsa per le medesime accuse di irregolarità nei conti del gruppo. La sentenza accoglie completamente le tesi sostenute dalla difesa di Napoletano precisando che «difetta in radice la prova della colpevolezza del Napoletano» e chiarendo che «va infatti da un lato escluso che il direttore responsabile o editoriale, in quanto soggetto distinto dal proprietario della testata, abbia in generale una responsabilità propria o di controllo dell’attività di marketing, il che esclude una presunzione di responsabilità per omesso controllo dell’attività svolta in tale ambito da altri soggetti».
Il tribunale riconosce la possibilità che possano essere identificate comunque responsabilità. Tuttavia, nel caso di Napoletano, precisa che non sussiste «la prova della attribuibilità anche a Napoletano delle condotte illegittime ovvero dell’incidenza decisiva e condizionante della sua azione rispetto a scelte che spettavano in assoluta autonomia ad altri soggetti» e conclude che «né nel provvedimento sanzionatorio, né nella comparsa di costituzione della Consob sono state evidenziate le circostanze di tempo e di luogo in cui il Napoletano avrebbe proposto, definito e implementato tale disegno illegittimo».
A conclusione di tutto il ragionamento esposto la Corte di Appello di Roma ha annullato la sanzione a Napoletano e condannato la Consob a pagare le spese di lite in favore dell’ex direttore del Sole 24 Ore.

### Assoluzione piena in Appello
Per Roberto Napoletano la vicenda del Sole 24ore si conclude definitivamente in sede d’Appello con una sentenza emessa dalla seconda sezione Penale della Corte d’Appello di Milano (n. 7270/11.10.2023) le cui motivazioni, da molti commentatori definite shock rispetto alle accuse, scagionano totalmente l’ex direttore, definito dai giudici “Capro espiatorio”, al punto da indurre la procura generale e la parte civile Consob a rinunciare al ricorso in Cassazione. Il collegio afferma che: “Le testimonianze penali arricchiscono la sentenza di assoluzione della Corte di appello di Roma sulla sanzione CONSOB”, e che è stata “grave la decisione dei giudici di primo grado di non aver accolto le testimonianze rese in sede CONSOB che scagionano tutte completamente Napoletano: si è alterato in radice il punto di vista valutativo”.
In sostanza, i giudici scrivono come “tutti i dichiaranti escussi abbiano cercato in giudizio di allontanare da se stessi sospetti di responsabilità connivente, cercando di indirizzare le attenzioni investigative su un capro espiatorio esterno alla effettiva catena di comando operante in azienda” (definita dai giudici: “Un muro invalicabile di uno stuolo infinito di dirigenti”). Inoltre, “a parere della Corte risulta importante che il dato oggettivo, anch'esso davvero sorprendente, inerente il fatto che l'intero contenuto delle circa 500.000 (cinquecentomila) e-mail, estrapolate dagli strumenti informatici dell'imputato, sia risultato del tutto neutro ed irrilevante ai fini dell'indagine ed all'attribuzione della responsabilità penale, non essendo state trovate comunicazioni di sorta inerenti i fatti in esame”. Infine “la tesi in proposito ventilata dalla parte civile Consob, e cioè che il Direttore con callida predeterminazione avesse costantemente accuratamente dunque, sin dall'inizio e lungo l'intero percorso della propria attività professionale presso il Sole evitato di comunicare con strumenti tracciabili proprio e solo in materia di dati diffusionali, risulta essere francamente una mera inaccettabile presunzione, priva di qualsivoglia fondamento”.

## Pubblicazioni
- Piccolo Sud, Federico & Ardia, 1980.
- Gabriele Pescatore il Grande Elemosiniere, Sintesi, 1988.
- La Nomenklatura Meridionale. Conti e apparati di un'economia malata, Edizioni Marcon, 1992.
- Fatti per vincere. Uomini e imprese dell'Italia positiva, Milano, Sperling & Kupfer, 1996.
- Mezzogiorno risorsa nascosta, Milano, Sperling & Kupfer, 1997.
- Se il Sud potesse parlare, Milano, Sperling & Kupfer, 1999.
- Padroni d'Italia. Può il nostro capitalismo salvare se stesso e il Paese?, Milano, Sperling & Kupfer, 2004.
- Fardelli d'Italia. Storie inedite e retroscena: uomini e fatti di un racconto amaro, Milano, Sperling & Kupfer, 2005.
- Padroni e Fardelli. Occasioni perdute, storie e retroscena nel Paese della Grande Illusione, Milano, Sperling & Kupfer, 2006.
- Promemoria italiano. Quello che abbiamo dimenticato. Quello che dobbiamo sapere. Quello che dovremmo fare, Milano, BUR, 2012, ISBN 978-88-17-06257-2.
- Viaggio in Italia. I luoghi, le emozioni, il coraggio di un paese che soffre ma non si arrende, Collana Saggi italiani, Milano, Rizzoli, 2014, ISBN 978-88-17-07553-4.
- Nuovo viaggio in Italia. Con altre tappe tra gli italiani che resistono e la speranza di una specialissima primavera milanese, Milano, BUR, 2015, ISBN 978-88-17-08179-5.
- “FATE PRESTO”, collana “La Grande crisi”, Milano, Sole 24 Ore, 2012.
- Il cigno nero e il cavaliere bianco, Milano, La nave di Teseo, 2017, ISBN 978-88-934-4364-7.
- Apriamo gli occhi. Perché i nostri risparmi sono in pericolo, Milano, La nave di Teseo, 2018, ISBN 978-88-939-5004-6.
- La grande balla. Non è vero che il Sud vive sulle spalle del Nord, è l'esatto contrario, Milano, La nave di Teseo, 2020, ISBN 978-88-939-5063-3
- Mario Draghi. Il ritorno del Cavaliere bianco, La nave di Teseo, 2021, ISBN 9788893951012.
- Riscatti e ricatti. Il miracolo nascosto di Draghi, gli intrighi contro l'Italia e la scommessa di Giorgia Meloni, La nave di Teseo, 2022, ISBN 9788893951487.

## Premi
- 1999 - Premio Nazionale Rhegium Julii per gli Studi meridionalistici;[11]
- 1990 Premio Ischia Internazionale di Giornalismo
- 1999 Premio giornalistico Italo de Feo
- 2004 Premio Capalbio 2004 - Sezione Economia e Società
- 2005 Premio Il Guido Dorso
- 2005 Premio Nuova Spoleto - Saggistica Economica
- 2006 Premio Cimitile
- 2007 Premio Speciale Saint Vincent di giornalismo per le inchieste in prima pagina
- 2008 Premio Gifuni la "Medaglia d'Oro"
- 2009 Premio Internazionale “Sebetia-Ter”
- 2010 Premio “Penisola Sorrentina Arturo Esposito”
- 2011 Premio Internazionale di Giornalismo Civile
- 2011 Premio Molossi - Direttore dell'anno
- 2011 Premio Biagio Agnes Amalfi Coast Media Award
- 2011 Premio Internazionale “Città dello Stretto”
- 2012 Premio Ferrari 'Titolo e copertina dell'anno'
- 2012 Premio Sulmona
- 2012 Premio Fregene
- 2012 Premio Vietri sul Mare a tutela dei Valori Costituzionali
- 2013 Premio Italian Heritage Award
- 2013 Premio “Capri-Roberto Ciuni”
- 2013 Premio Guido Carli
- 2013 Premio Acqui Storia
- 2013 Premio Letterario Caccuri
- 2013 Premio Cosimo Fanzago
- 2014 Premio Cinque stelle al giornalismo
- 2014 Premio Barbarossa
- 2014 Premio giornalistico nazionale “Maria Grazia Cutuli”
- 2014 Premio Dante Alighieri Arte e Cultura
- 2014 Premio Procida-Isola di Arturo-Elsa Morante[12]
- 2015 Premio Masaniello. Napoletani Protagonisti
- 2025 Premio Massimo Milone
- 2025 Premio Ercole - Giffoni Film Festival
- 2025 Premio Carlo Levi